# Gare de Péronne - Flamicourt
Ne doit pas être confondu avec Gare de Péronne-la-Chapelette.
La gare de Péronne - Flamicourt est une ancienne gare ferroviaire française, située à Flamicourt (ancienne commune rattachée à Doingt), près du centre-ville de Péronne, sous-préfecture du département de la Somme, en région Hauts-de-France.
Elle est mise en service en 1873 par la Compagnie des chemins de fer de Picardie et des Flandres, avant d'être fermée en 1970 par la Société nationale des chemins de fer français (SNCF).
Avec une ligne (à écartement standard) du réseau national et une ligne secondaire (à écartement métrique) départementale, elle constituait un nœud ferroviaire local. Ainsi, elle était l'une des plus importantes gares intermédiaires de la ligne de Saint-Just-en-Chaussée à Douai.

## Situation ferroviaire
Établie à 51 mètres d'altitude, la gare de Péronne - Flamicourt est située au point kilométrique (PK) 150,220 de la ligne de Saint-Just-en-Chaussée à Douai (à voie unique et normale ; partiellement déclassée et déferrée), dans une grande courbe qui se resserre en direction de Cambrai, entre les gares — fermées — de Péronne-la-Chapelette et de Doingt. Les deux gares de Péronne sont séparées par deux ponts ; le premier franchit le canal de la Somme, le second traverse la Somme.
En outre, Péronne - Flamicourt était située au PK 43 de la ligne d'Albert à Ham (à voie unique et métrique ; chemin de fer secondaire totalement déclassé et déferré), en s'intercalant entre les haltes — fermées — de Faubourg-de-Bretagne et de Mesnil-Bruntel,. Cette dernière voie franchissait la première ligne par un saut-de-mouton, situé à l'est de Péronne - Flamicourt, et désormais détruit.

## Histoire
La gare est mise en service le 1er septembre 1873, lors de l'ouverture de la section de Montdidier à Péronne de la ligne de Saint-Just-en-Chaussée à Douai, par la Compagnie des chemins de fer de Picardie et des Flandres. Le prolongement vers Épehy, le 1er octobre 1873, en fait une gare de passage ; Cambrai est finalement atteinte le 16 novembre 1876. En 1883, la ligne (alors reclassée dans le réseau d'intérêt général) et donc la gare sont concédées à la Compagnie des chemins de fer du Nord.

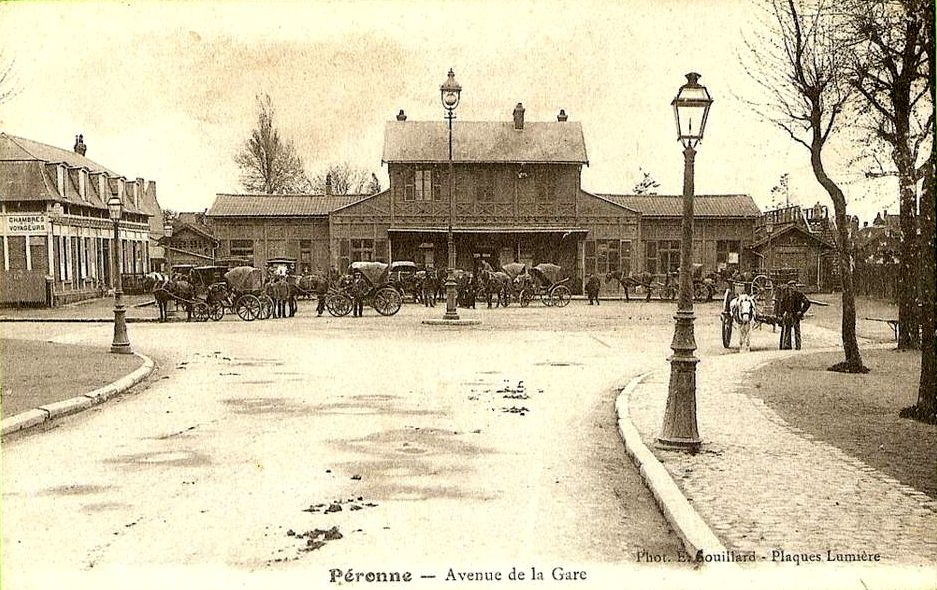
Le bâtiment voyageurs originel, vers 1900.
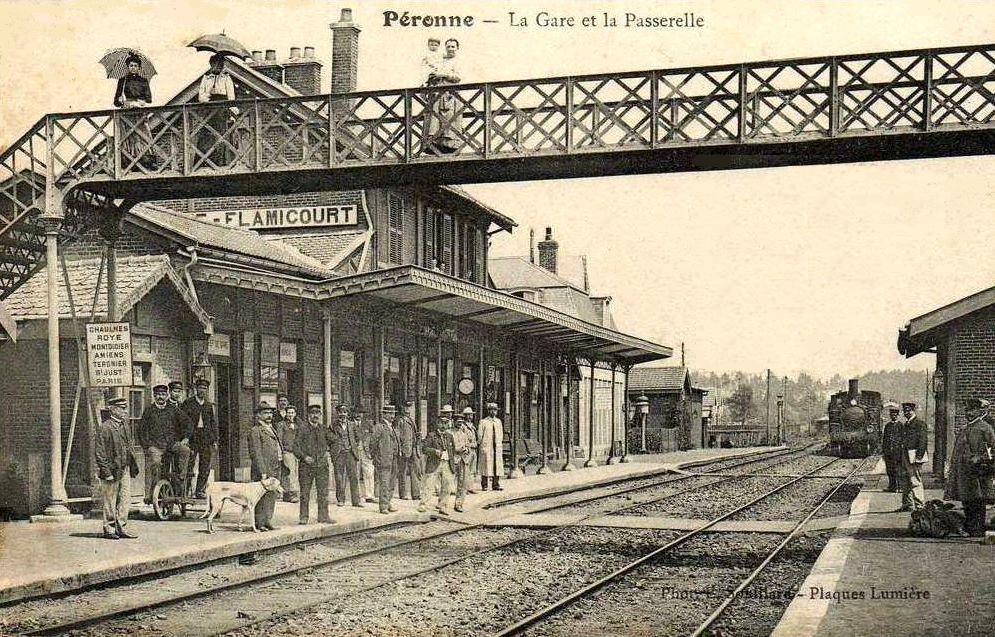
Le bâtiment voyageurs originel (vu du côté voies, avec la passerelle), vers 1900.

En parallèle, la gare devient un nœud ferroviaire, en étant desservie par la ligne d'Albert à Ham des Chemins de fer départementaux de la Somme (concédés à la Société générale des chemins de fer économiques), ouverte en 1889,.
À la fin des années 1900, la section Montdidier – Cambrai est mise à double voie. C'est à cette occasion que le bâtiment voyageurs est reconstruit (en 1908 – 1909), avec un édifice plus spacieux. Ce dernier est partiellement détruit lors de la Première Guerre mondiale, puis remis en état.

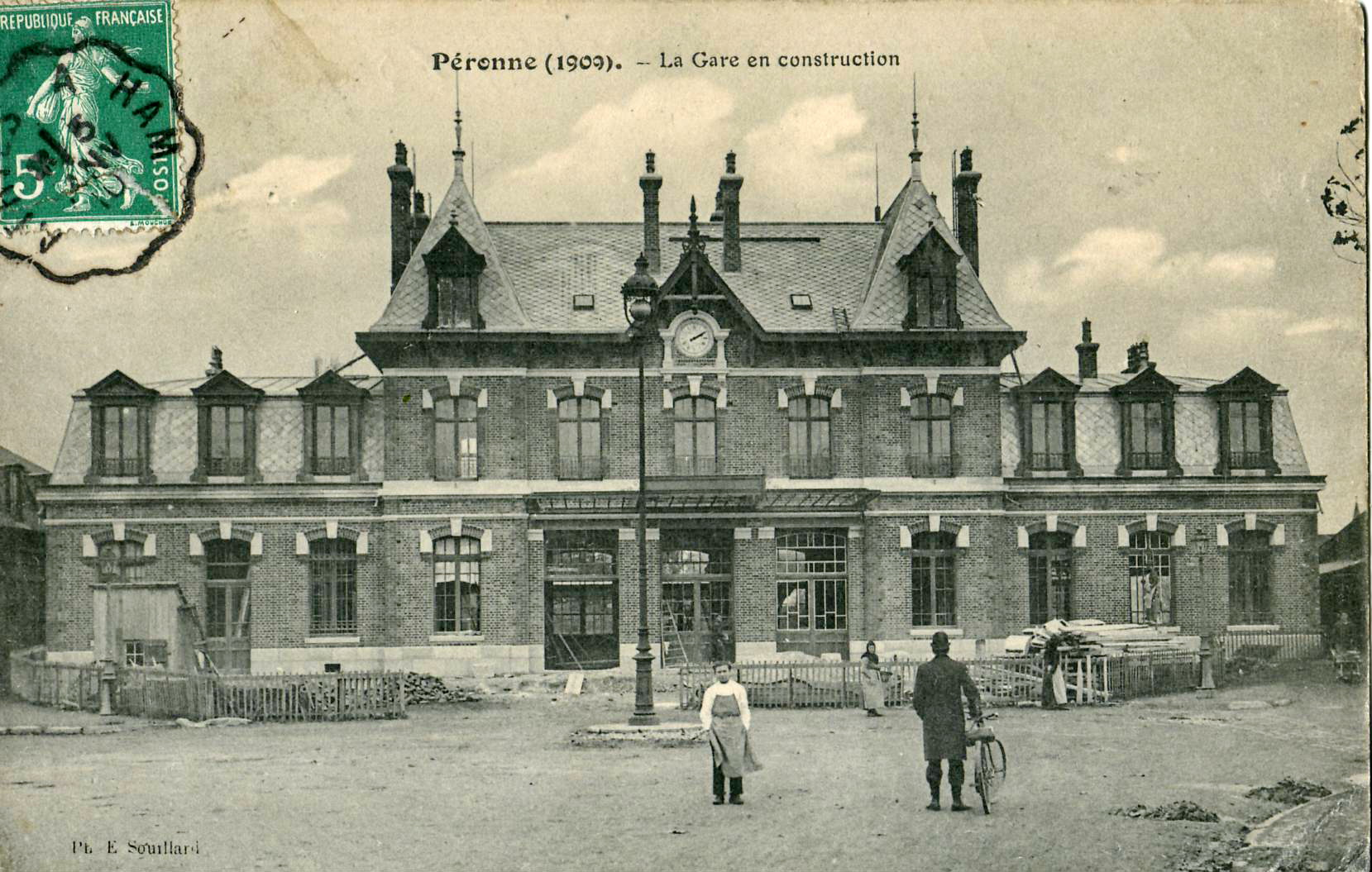
Le deuxième bâtiment voyageurs lors de la fin de son édification, en 1909.
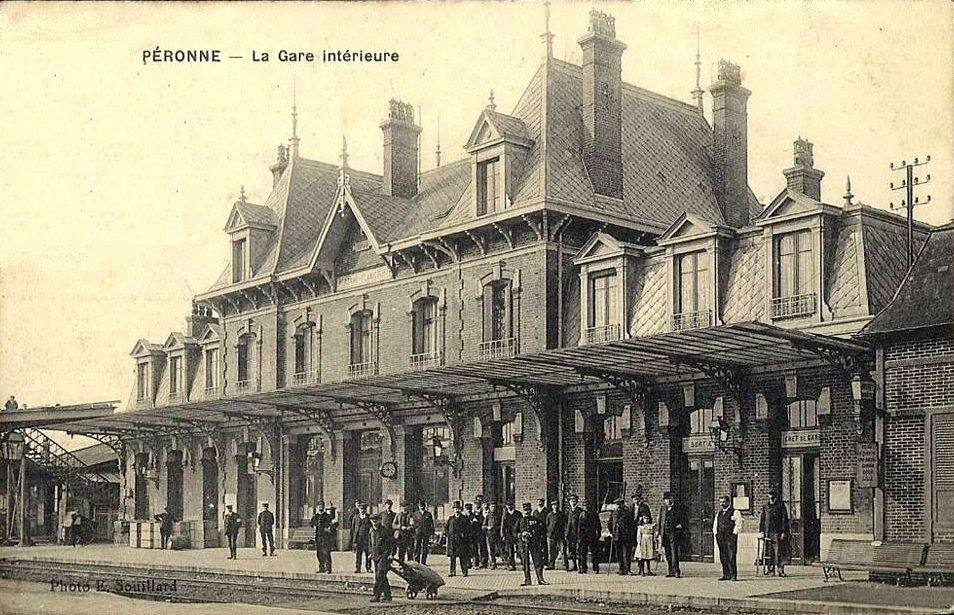
Le deuxième bâtiment voyageurs (côté voies), avant 1914.
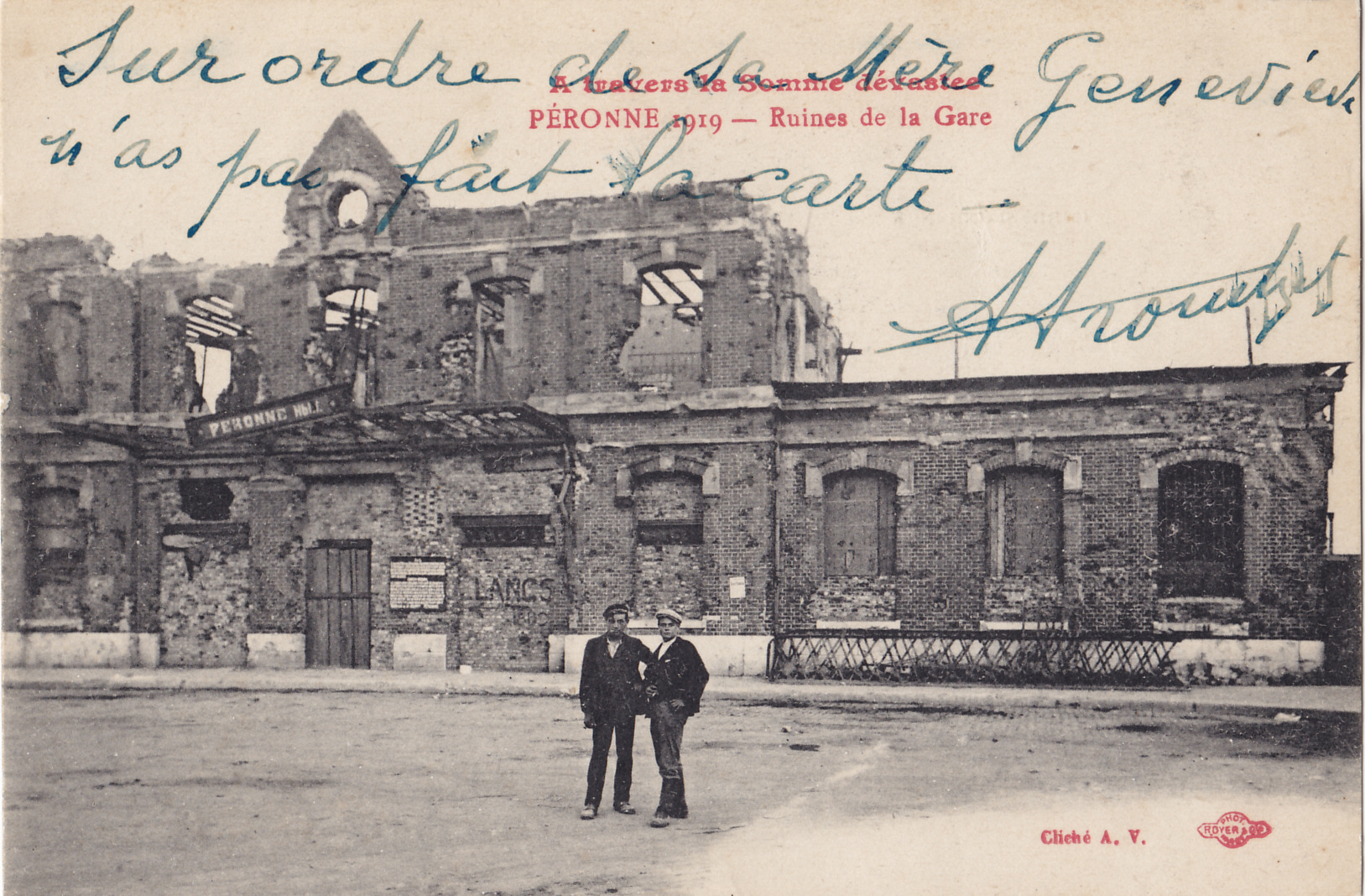
Les dégâts de la Première Guerre mondiale, vus en 1919.
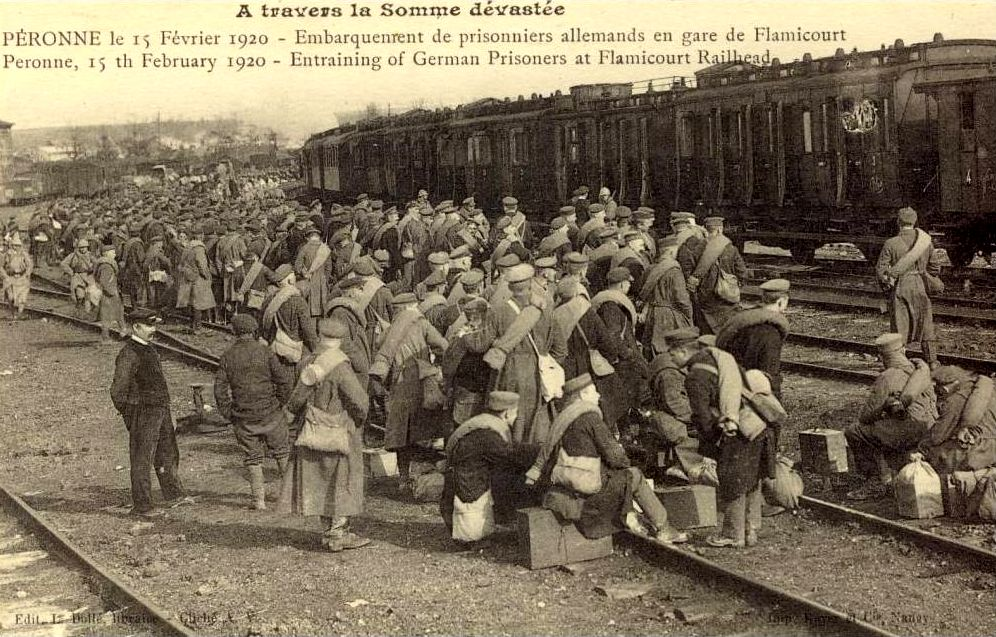
Embarquement de prisonniers de guerre allemands, le 15 février 1920.

Le 1er janvier 1938, la SNCF devient propriétaire de l'ensemble des infrastructures ferroviaires de Péronne.
La ligne Albert – Ham est fermée à tous trafics le 31 décembre 1949 ; la voie est déposée durant les années 1950,. La deuxième voie de la ligne Saint-Just-en-Chaussée – Douai, entre Montdidier et Cambrai, est également déposée dans la même décennie ; seules certaines gares, comme Péronne - Flamicourt, conservent une voie d'évitement.
Le trafic voyageurs est interrompu le 31 mars 1970 (« par manque de rendement »), après la dernière desserte de Péronne - Flamicourt à 21 h 15 par un express assurant une relation Saint-Just-en-Chaussée – Douai. À cette date, la gare compte alors 56 employés ; outre des trains express, s'y arrêtent également des omnibus permettant d'assurer des liaisons avec des villages situés le long de la ligne. Cette suppression des dessertes de la ligne (excepté sur la section de Cambrai à Douai) entraîne la fermeture de l'établissement, évènement marquant l'histoire de la commune.
La gare voisine de Péronne-la-Chapelette serait susceptible d'accueillir une nouvelle desserte voyageurs de Péronne, si toutefois le projet porté par des élus locaux se concrétise.

## Patrimoine ferroviaire

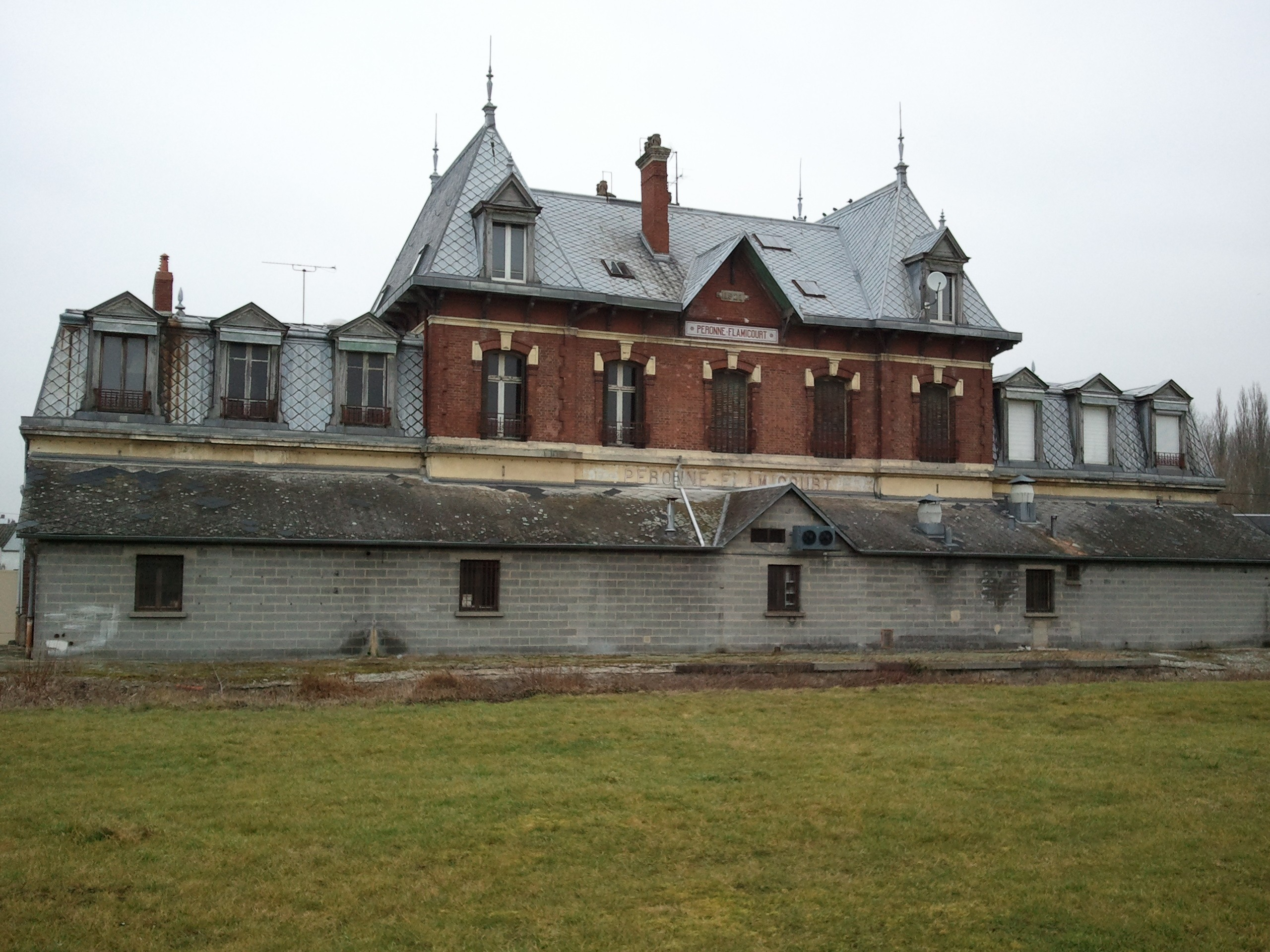
L'arrière du bâtiment voyageurs, en 2012.

Le bâtiment voyageurs a été revendu. Il est occupé depuis les années 1980 par un charcutier (Ets Mathon),,. L'ancien quai latéral contigu à ce bâtiment subsiste, et sert de fondations à une extension réalisée par le propriétaire du commerce.
La plate-forme ferroviaire de la ligne de Saint-Just-en-Chaussée à Douai est devenue une voie verte entre Péronne - Flamicourt et l'ancienne gare de Roisel,.

## Service des voyageurs
Péronne - Flamicourt est, de fait, fermée à tout trafic ferroviaire.
Néanmoins, plusieurs lignes du réseau « Trans'80 » desservent la ville. Ce réseau d'autocars permet d'atteindre la gare routière d'Amiens (voisine de sa gare ferroviaire), la gare d'Albert, la gare de Chaulnes et la gare routière de Saint-Quentin (voisine de sa gare ferroviaire), mais aussi la gare de Cambrai, ce qui permet d'effectuer des correspondances avec des trains régionaux TER Hauts-de-France.